# Africa Cup U19 2008
El Africa Cup U19 A del 2008 fue la segunda edición del torneo de rugby juvenil para naciones africanas.

## Participantes
- Selección juvenil de rugby de Costa de Marfil
- Selección juvenil de rugby de Kenia
- Selección juvenil de rugby de Marruecos
- Selección juvenil de rugby de Namibia (Namibia U19)
- Selección juvenil de rugby de Túnez
- Selección juvenil de rugby de Zimbabue (Sables U19)

## Posiciones finales
| Pos | Equipo          |
| --- | --------------- |
|     | Namibia         |
|     | Zimbabue        |
|     | Túnez           |
| 4   | Marruecos       |
| 5   | Kenia           |
| 6   | Costa de Marfil |

| Bandera de Namibia |
| Campeón Namibia    |
| Segundo título     |